# Nella mia città/Come Monna Lisa
Nella mia città/Come Monna Lisa è un 45 giri del cantautore pop italiano Mango, pubblicato nel 1990 dall'etichetta discografica Fonit Cetra.
Il disco ha raggiunto la diciannovesima posizione nella classifica dei singoli più venduti in Italia.

## Nella mia città
Nella mia città è il brano contenuto sul lato A, scritto da Mango e Mogol e arrangiato da Geoff Westley. 

## Come Monna Lisa
Come Monna Lisa è sul lato B del singolo, scritto dagli stessi autori. Il brano è stato reinterpretato in lingua greca dalla cantante Eleutheria Arvanitakī, con il titolo Min orkizesai, tratto dalla compilation Dinata 1986–2007.

## Tracce
Lato A
1. Nella mia città – 3:45 (Pino Mango - Mogol)

Durata totale: 3:45
Lato B
1. Come Monna Lisa – 4:44 (Pino Mango - Mogol)

Durata totale: 4:44

### Classifiche
| Classifica    | Posizione migliore |
| ------------- | ------------------ |
| Italia (FIMI) | 6                  |